# Fästorna, Åland
Fästorna är en skärgrupp som hör till byn Kallsö i Föglö kommun på Åland. Den består av tre mindre skärgrupper, Västergrundet, Mellangrundet och Österstbådan, samt bergklacken Kråkkläppan och en antal mindre klippor och grynnor som saknar namn. På Västergrundet, det största skäret, står fyren Fästorna.
Fästorna är en del av en undervattensrygg som sträcker sig från Flötjan i väster via Lågskär och Vitkubben. Öster om Fästorna breder ryggen ut sig innan den slutar i Kökarsfjärden.

## Historia
I jordeböckerna förekommer Fästorna första gången 1840 under namnet Westergrunden som ”tre små holmar”, vilka räknades till byn Bråttö. Det hade varit tvist om besittningsrätten, men antogs att holmarna rätteligen tillhörde kronan (staten). I 1855 års jordebok anges de som krono med noteringen ”kallas ock Fästorna”. Kejserliga senaten beslöt 24 februari 1859 att de skulle höra till byn Kallsö emot en stadgad skatt av 2 rubel kopek silver eller 41 kopek på vart hemman.

## Fyren
Båken på Fästorna uppfördes 1857. Jan Andersson beskriver den i boken Rödhamns värld: 
| ”                                       | Fästornas båk står fortfarande kvar idag fastän det snart är sjuttio år sedan Björkörfarleden lades ned. De flesta har bara sett det rödmålade tornet hägra på långt håll – sällsamt ålderdomligt och svåråtkomligt bakom ett gytter av småskär och grynnor. De kraftiga, brädbeslagna ”stödfötterna”, som finns i varje hörn för att båken säkert skall stå kvar även när det blir orkan, förstärker byggnadens egenart. Båken är väl underhållen och föga förändrad till sitt yttre. Stången med tunnan högst upp har dock ersatts med en modern liten sektorfyr, som med hjälp av en solpanel året runt fungerar som fiskefyr för de lokala fiskarna. Båken är en av de stora sevärdheterna i det här skärgårdsområdet. När man klättrar runt inne i dess dunkel känner man sig förflyttad långt tillbaka i tiden. Vädret måste dock vara mycket lugnt för att man skall kunna landa på de utsatta klipporna. | „ |
| – Jan Andersson i Rödhamns värld (2003) | |   |